# Lijst van Nederlandse deelnemers aan de Olympische Winterspelen van 1994
Dit is een lijst van Nederlandse deelnemers aan de Winterspelen van 1994 in Lillehammer.
| Olympiër               | Sport          | Onderdeel                                   | Ervaring  |
| ---------------------- | -------------- | ------------------------------------------- | --------- |
| Christine Aaftink      | schaatsen      | 500 meter 1000 meter                        | 3e Spelen |
| Erik Duijvelshoff      | shorttrack     | 500 meter 1000 meter                        | debutant  |
| Priscilla Ernst        | shorttrack     | 3000 meter aflossing                        | 2e Spelen |
| Rob Geurts             | bobsleeën      | tweemansbob                                 | debutant  |
| Martin Hersman         | schaatsen      | 1500 meter                                  | debutant  |
| Tonny de Jong          | schaatsen      | 1500 meter 3000 meter 5000 meter            | debutant  |
| Anke Jannie Landman    | shorttrack     | 500 meter 1000 meter 3000 meter aflossing   | debutant  |
| Penelope di Lella      | shorttrack     | 500 meter 1000 meter 3000 meter aflossing   | debutant  |
| Arie Loef              | schaatsen      | 500 meter 1000 meter                        | 2e Spelen |
| Esmeralda Ossendrijver | shorttrack     | 3000 meter aflossing                        | debutant  |
| Rintje Ritsma          | schaatsen      | 1500 meter 5000 meter 10000 meter           | 2e Spelen |
| Michiel de Ruiter      | freestyleskiën | aerials                                     | debutant  |
| Arjan Schreuder        | schaatsen      | 500 meter 1000 meter                        | debutant  |
| Jeroen Straathof       | schaatsen      | 1500 meter                                  | debutant  |
| Annamarie Thomas       | schaatsen      | 1000 meter 1500 meter 3000 meter 5000 meter | debutant  |
| Gerard van Velde       | schaatsen      | 500 meter 1000 meter                        | 2e Spelen |
| Bart Veldkamp          | schaatsen      | 5000 meter 10000 meter                      | 2e Spelen |
| Nico van der Vlies     | schaatsen      | 500 meter 1000 meter                        | debutant  |
| Robert de Wit          | bobsleeën      | tweemansbob                                 | 3e Spelen |
| Falko Zandstra         | schaatsen      | 1500 meter 5000 meter 10000 meter           | 2e Spelen |
| Carla Zijlstra         | schaatsen      | 1500 meter 3000 meter 5000 meter            | 2e Spelen |